# 清水園

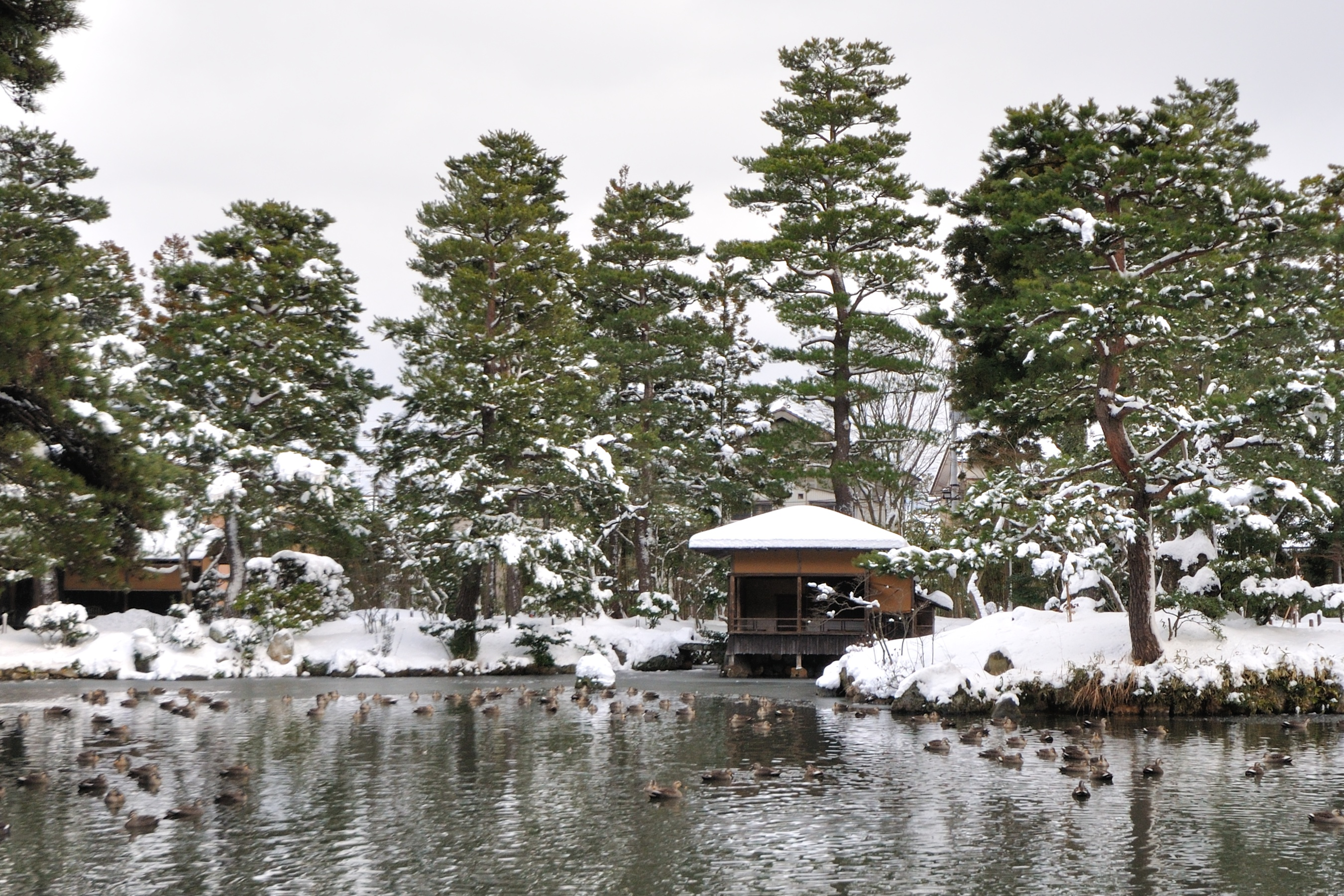
雪の池と茶室「夕佳亭」

清水園（しみずえん）は、新潟県新発田市にある日本庭園。江戸時代の旧新発田藩下屋敷である。

## 概要
近江八景を取り入れた純京都風の回遊式庭園で、中央には草書体の「水」の字をかたどった池が配置されており、池の周囲には五つの茶室が点在する。また園内には「清水谷御殿」と呼ばれた簡素な数寄屋造りの書院がある。これは庭園より古くから存在する。
2003年に「旧新発田藩下屋敷（清水谷御殿）庭園および五十公野御茶屋庭園」の名称で、国の名勝に指定された。

## 歴史
新発田藩三代藩主溝口宣直の時代、この地の高徳寺を五十公野へ移した跡地に藩の下屋敷の造営が始まった。付近が清水谷と呼ばれていたことから、「清水谷御殿」と呼ばれた。
四代藩主溝口重雄の時代、幕府庭方の茶人縣宗知を招いて庭園の造営が行われた。
1891年、大地主の伊藤文吉に買収された後、1946年より北方文化博物館の分館となり、「清水園」と名づけられた。昭和20年代に庭師田中泰阿弥が庭園を修復した。
2003年、同じく縣宗知の指南下で造られた五十公野御茶屋庭園とともに、国の名勝に指定された。指定にあたって「越後を代表する大名庭園である」と評価された。

## 施設

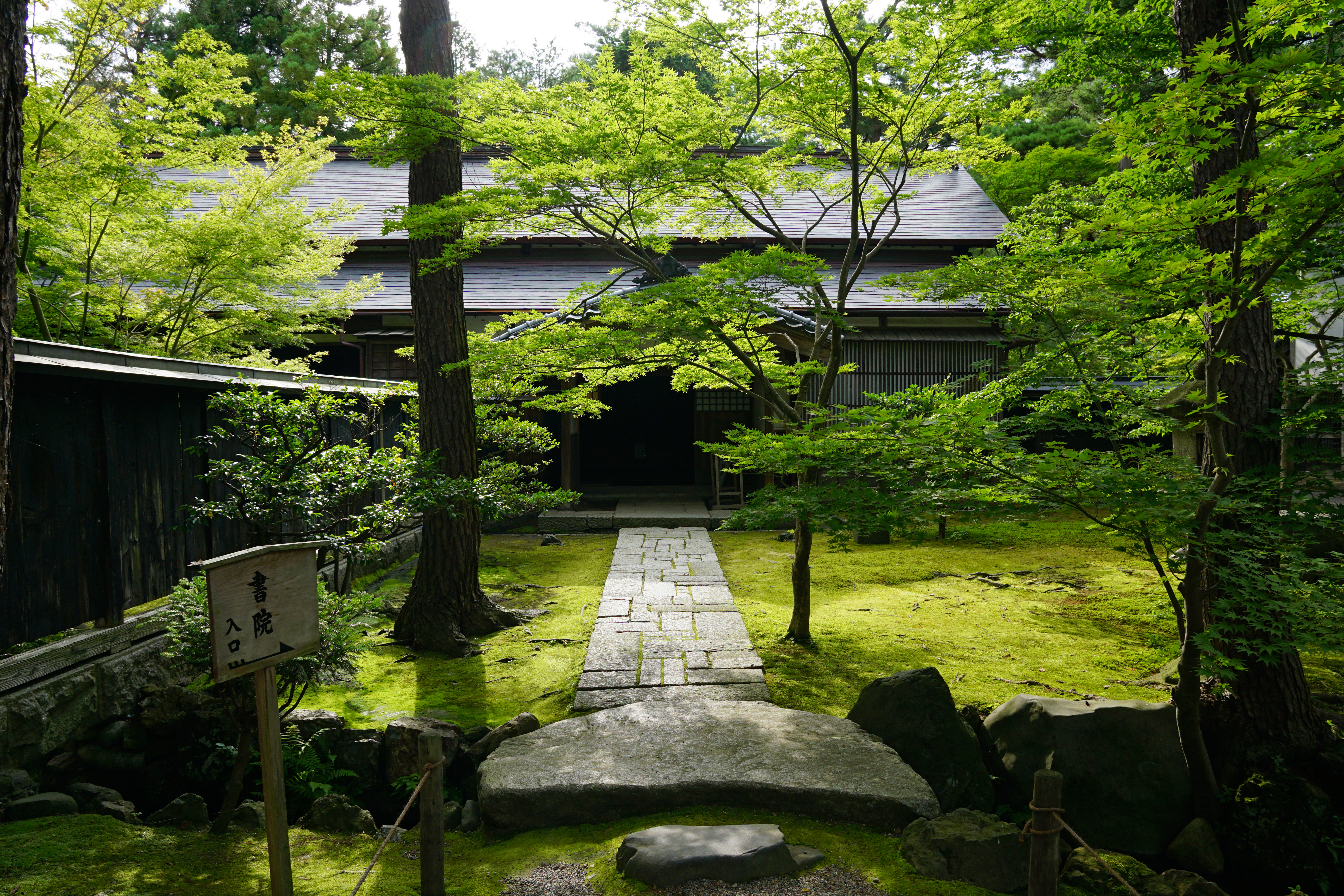
書院
- 茶室 - 桐庵、夕佳亭、翠濤庵、同仁斎、松月亭
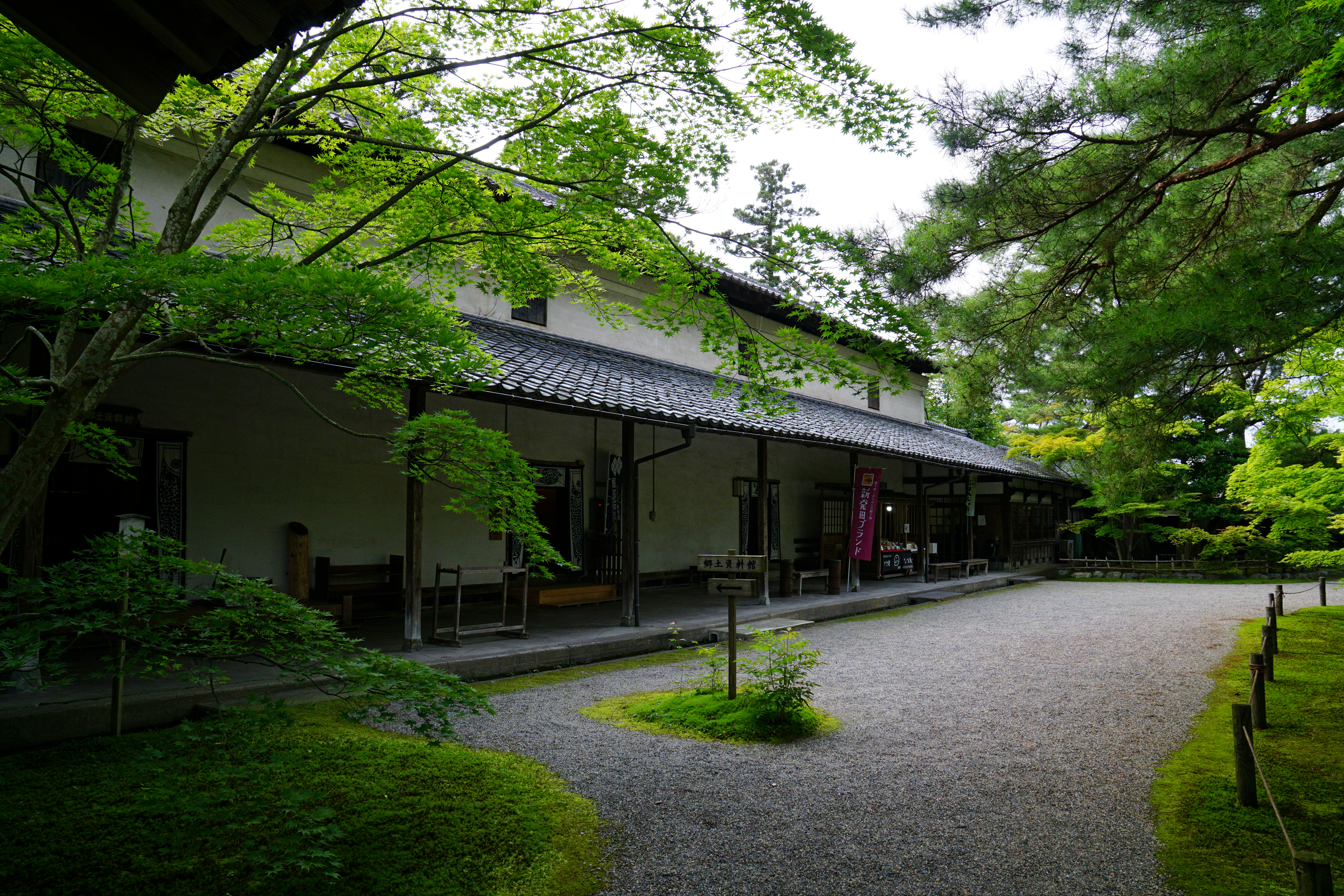
郷土資料館 - 堀部安兵衛伝承館[1]、新発田藩史料館
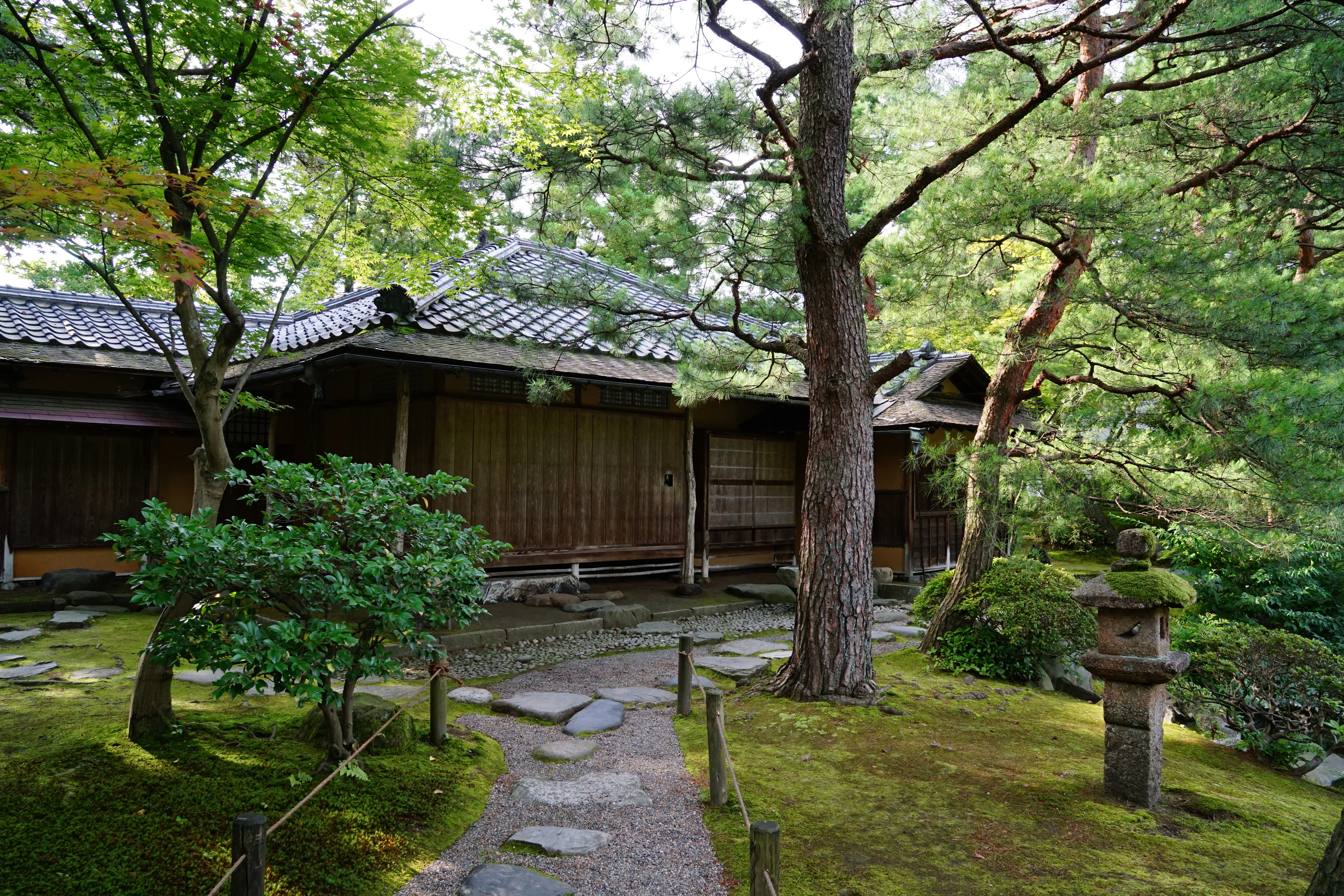
翠濤庵、同仁斎、松月亭
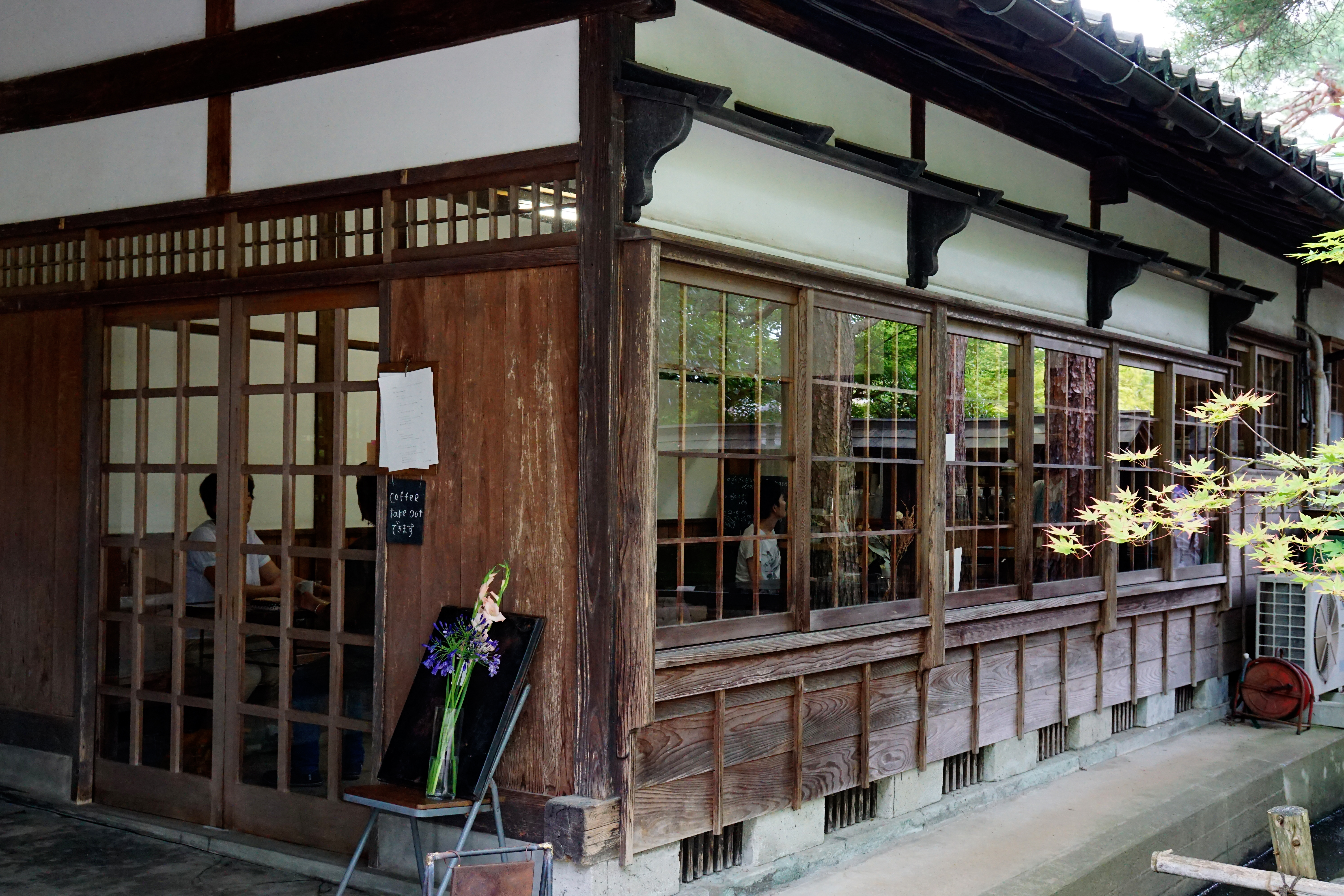
カフェ
- 食堂

- 書院
- 郷土資料館
- 翠濤庵、同仁斎、松月亭
- カフェ

## 交通アクセス
- JR羽越本線・白新線 新発田駅 徒歩約7分